# Champsosaurus
Champsosaurus é um gênero extinto de réptil pertencente a ordem Choristodera. Era parecido com um crocodilo, sendo conhecido desde o fim do Cretáceo e o início do período Paleógeno da América do Norte e Europa.

## História da descoberta
Champsosaurus foi o primeiro membro da Choristodera a ser descrito. Champsosaurus foi nomeado por Edward Drinker Cope em 1876, de vértebras isoladas encontradas no final do Cretáceo da Formação do Rio Judith às margens do rio Judith no Condado de Fergus, Montana. Cope designou C. annectens como o tipo de espécie em vez do primeiro chamado C. profundus devido ao maior número de vértebras que ele atribuiu à espécie. C. annectens baseou-se em 9 centra vertebral isolada (AMNH FR 5696) que não foram figurados no papel dos quais dois estão agora perdidos. Cope nomeou várias outras espécies entre 1876 e 1882, também baseadas em vértebras isoladas. Barnum Brown em 1905 descreveu os primeiros restos completos de Champsosaurus, e observou que uma das espécies atribuídas ao Champsosaurus por Cope em 1876, C. vaccinsulensis realmente representava restos de um plesiossauro indeterminado, e que as vértebras que Cope usou para diagnosticar sua espécie de Champsosaurus foram fortemente erodidas e as características diagnósticas variaram substancialmente ao longo da coluna vertebral, incluindo os restos que Cope atribuiu à espécie C. annectens. A conclusão de que C. annectens não era diagnóstico foi apoiada por William Parks em 1933.

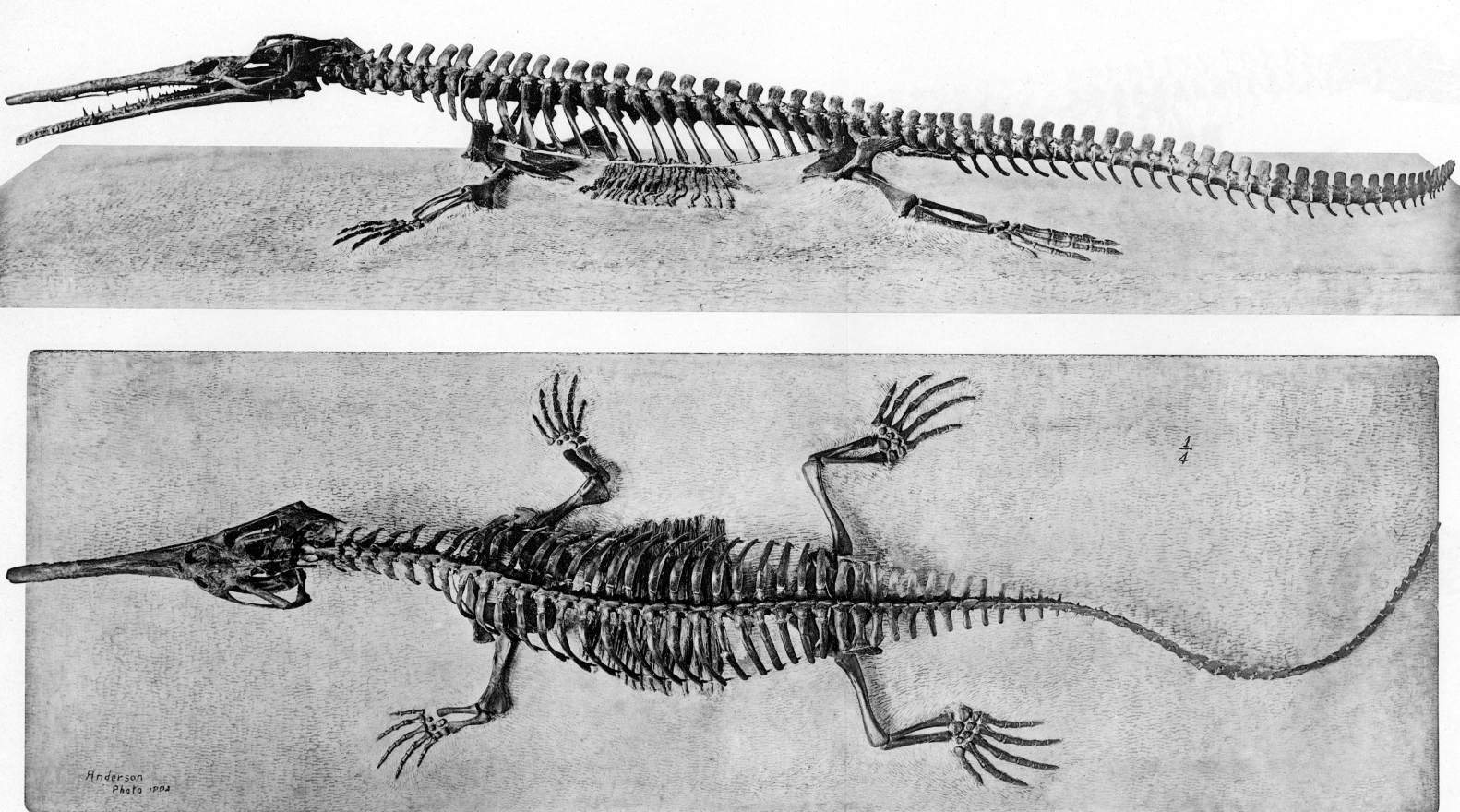
Skeleton of Champsosaurus laramiensis

Brown em 1905 nomeou duas espécies de Champsosaurus. Um deles era C. ambulator,nomeado do espécime AMNH 983, um esqueleto fragmentário com um crânio parcial encontrado na Formação Hell Creek de Montana. O outro foi C. laramiensis, nomeado da AMNH 982, um esqueleto e crânio quase completos, também encontrado na Formação Hell Creek. Parques em 1927 chamado C. albertensis da ROM 806, um esqueleto parcial sem o crânio, encontrado na Formação Horseshoe Canyon em Alberta, Canadá.

## Taxonomia
Dezesseis espécies de Champsosaurus foram nomeadas, das quais sete são atualmente consideradas válidas. A espécie tipo Champsosaurus annectens Cope, 1876 é considerada duvidosa. A única espécie europeia c. dolloi Sigogneau-Russell 1979 foi considerada muito fragmentária para justificar uma nova espécie por Gao e Fox em 1998.

## Descrição

Diagrama de crânio de Champsosaurus lindoei

A maioria das espécies cresceu para cerca de 1,50 m de comprimento, embora Champsosaurus gigas, a maior espécie, atingiu 3-3,5 m de comprimento.

### Anatomia

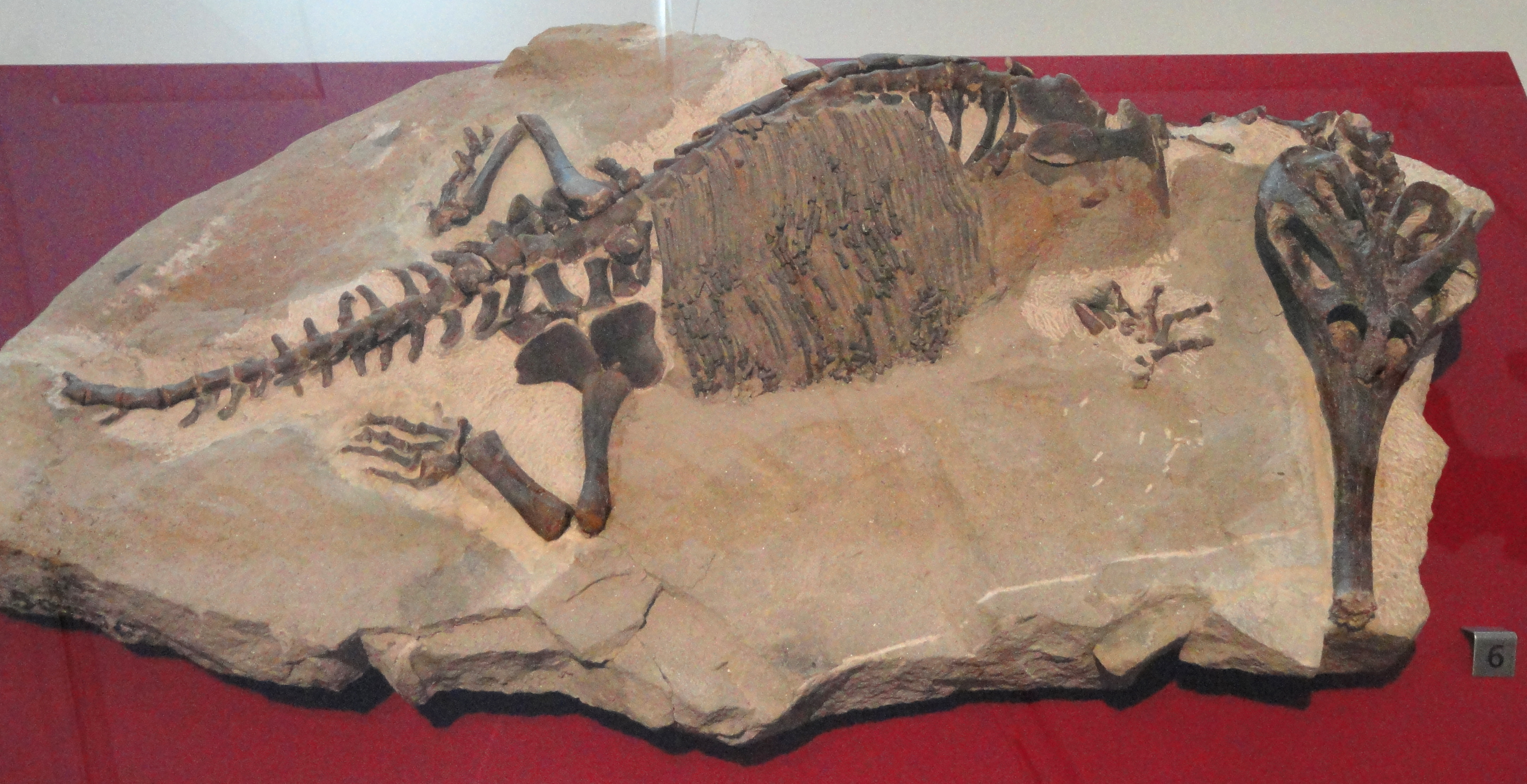
Champsosaurus sp no. Museu Real de Ontário, a gastralia está exposta na vista frontal

O crânio de Champsosaurus é achatado, enquanto os arcos temporais são expandidos posteriormente (em direção à parte de trás do crânio) e lateralmente (longe da linha média), dando ao crânio uma aparência em forma de coração quando visto de cima. O focinho é muito alongado e gharial-como, compõem cerca de metade do comprimento do crânio, e pelo menos quatro vezes mais tempo. com a abertura das narinas no final do focinho. As aberturas das orelhas estão localizadas na parte inferior do crânio. O corpo é plano e aerodinâmico, com gastralia pesada (ossos semelhantes a costela situados na barriga). Comparado com outros coristoderes, o osso lacrimal é reduzido em tamanho a um pequeno triângulo, o osso pós-parto não faz parte da órbita (soquete ocular), não há contato entre a pré-maxila e os ossos vomer, um osso interno está presente, o choanae está localizado posteriormente em correlação com o alongamento do vomer, a vacuidade interorbita é pequena e completamente fechada pelos ossos pterygoides e localizada perto da margem posterior do fenestra suborbital, a forma da fenestra suborbital é encurtada e renal como, a articulação entre o pterygoid e o parasfenóide é fundida, a articulação entre o crânio e as mandíbulas inferiores é anterior ao nível dos condyles occipital, o osso neomórfico forma a maior parte da borda da fenestra pós-temporal, o processo paroccipital é fortemente desviado para baixo, a tubera basal do brífenóide são semelhantes a asas em forma e expandidas para trás e para baixo, a símfise mandibular (conexão das duas metades da mandíbula inferior) é alongada a mais da metade do comprimento da linha de dentes, e o osso esplenial intervém fortemente na profíase mandibular.

#### Anatomia craniana interna

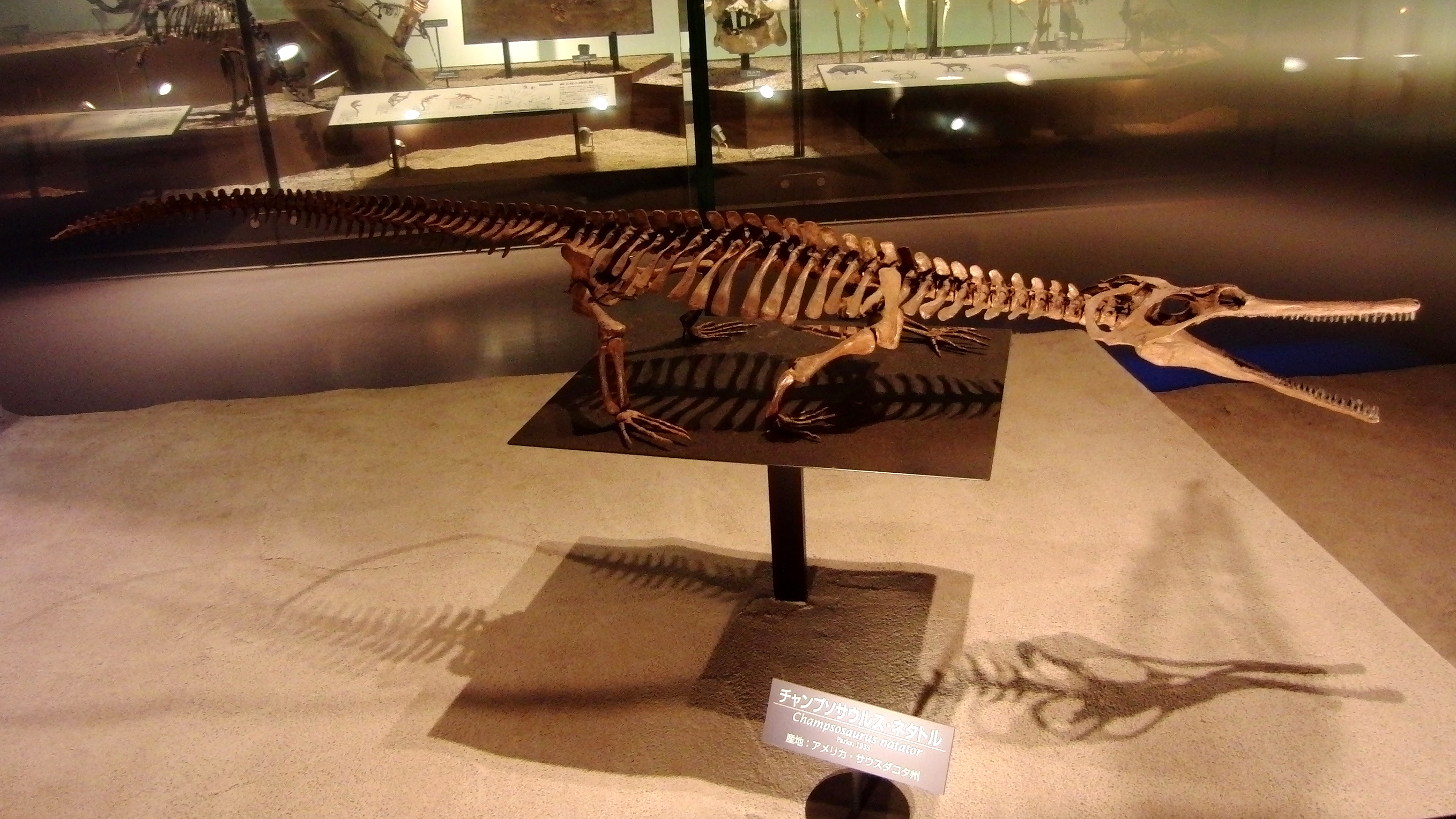
Esqueleto de C. natator no Museu Nacional de Natureza e Ciência, Tóquio

A caixa cerebral de Champsosaurus é mal ossificada na frente do crânio (anterior), mas é bem ossificada na parte traseira (posterior) semelhante a outras diapsidas. O endocast craniano (espaço ocupado pelo cérebro no cofre craniano)é semelhante ao dos arqueossaurosbasais, sendo proporcionalmente estreito tanto em eixos dorsoventral quanto lateral, com corpo pineal aumentado e lâmpadas olfativas. Os lóbulos ópticos e flocculi são pequenos em tamanho, indicando apenas a capacidade média de visão na melhor das hipóteses. As câmaras olfativas das passagens nasais e os talos olfativos da caixa cerebral são razoavelmente grandes, indicando que Champsosaurus provavelmente tinha boas capacidades olfativas (olfato). As passagens nasais carecem de turbinas ósseas. Os canais semicirculares são mais semelhantes aos de outros répteis aquáticos. A expansão do sacculus indica que Champsosaurus provavelmente teve uma sensibilidade aumentada para sons e vibrações de baixa frequência. A ausência de um entalhe otico indica que Champsosaurus não tinha um tirano, e provavelmente tinha uma baixa capacidade de detectar sons transmitidos pelo ar.

#### Dente
Champsosaurus, como muitos de seus companheiros neochoristoderes, apresenta dentes com esmalte estriado da coroa de dente com esmaltação na base. Dentes anteriores são tipicamente mais nítidos e mais finos do que os dentes posteriores. Como outros coristas, Champsosaurus possuía dentes palatais (dentes presentes nos ossos do céu da boca), com linhas longitudinais presentes no pterygoid, palatino e vomer, ao lado de uma pequena linha na flange do pterério. Os dentes palatinos de Champsosaurus estão localizados em plataformas elevadas de osso, embora a largura das plataformas, a nitidez e orientação dos dentes variem entre espécies. A orientação dos dentes varia na mandíbula, com os dentes posteriores sendo orientados para trás. Os dentes palatais, provavelmente em combinação com uma língua carnuda provavelmente ajudou a agarrar e engolir presas.

#### Pele
Impressões de pele de Champsosaurus foram relatadas. São pequenas (0,6-0,1 mm) pustuola e escamas romóides, com as maiores escamas localizadas nas laterais laterais do corpo, diminuindo de tamanho dorsal, não havia osteodermias.

## Classificação
Champsosaurus pertence ao Neochoristodera, um clado dentro da Choristodera, dos quais os membros são caracterizados por focinhos alongados e arcos temporais expandidos. O grupo apareceu pela primeira vez durante o Cretáceo Inicial na Ásia, e sugerem ter evoluído na ausência regional de crocodiliformes aquáticos. Embora a Neochoristodera seja um agrupamento bem apoiado, as relações dos membros do grupo entre si são incertas, com o clado tendo sido recuperado como uma politomia em análises recentes.

## Paleobiologia
Acredita-se que champsosaurus tenha sido altamente especializado para a vida aquática. Erickson 1985 sugeriu que os arcos temporais expandidos, que provavelmente ancoravam poderosos músculos da mandíbula, e focinho alongado permitiam que Champsosaurus caçasse peixes, com essas adaptações permitindo movimento rápido da cabeça e mandíbulas para captura de presas. Erickston 1985 também sugeriu que a posição das narinas na frente do focinho permitiu que Champsosaurus passasse grandes quantidades de tempo no fundo dos corpos d'água, com a cabeça sendo inclinada para cima para permitir que o focinho agisse como um snorkel quando o animal precisava respirar. Champsosaurus coexistiu com crocodilos aquáticos de tamanho similar e em algumas localidades paleocenos com outros neochoristodere Simoedosaurus, embora em montagens onde champsosaurus ocorre longirostrina (focinho longo) crocodilos medoriais estão ausentes, sugerindo que houve diferenciação de nicho. Anteriormente, duas espécies de Champsosaurus foram identificadas a partir da Formação Tullock em Montana. No entanto, acredita-se que essas diferenças sejam sexualmente dimórficas, com fêmeas presumidas possuindo ossos robustos dos membros. A fusão relacionada à não deformação das vértebras sacrais também é observada em espécimes com ossos robustos do membro. Estas são hipóteses relacionadas ao comportamento de reprodução, com os ossos mais robustos dos membros e sacrals fundidos das fêmeas permitindo que elas se movam para a terra para colocar ovos.